# Aulus Plautius
Aulus Plautius († nach 57) war ein römischer Senator und Feldherr.

## Familie
Aulus Plautius war Sohn eines gleichnamigen Vaters, der im Jahr 1 v. Chr. Suffektkonsul gewesen war. Seine Schwester war mit Publius Petronius verheiratet. Sein Bruder war möglicherweise Quintus Plautius, der 36 Konsul war. Seine Großtante Urgulania war eine Freundin der Kaisergattin Livia Drusilla. Claudius’ Frau Plautia Urgulanilla war eine Verwandte.
Plautius’ Ehefrau Pomponia Graecina wurde 57 wegen „fremden Aberglaubens“ angeklagt. Als Pater familias konnte Plautius die Anklage gegen seine Frau selbst vor einem Hausgericht verhandeln und sprach sie frei. Möglicherweise hing Pomponia dem Christentum an. Der christliche Hintergrund von Pomponia und eventuell Plautius spielt auch eine Rolle im Roman Quo Vadis und seinen Verfilmungen.
Sein Sohn Aulus Plautius wurde als angeblicher Geliebter von Agrippina von Nero ermordet und teilte damit das Schicksal vieler anderer Verwandten des julisch-claudischen Kaiserhauses.

## Karriere
Eine Inschrift weist auf seine Beteiligung an der Niederschlagung eines Sklavenaufstandes in Apulia hin. Da dieser Aufstand jedoch nicht genau zu datieren ist, könnte es sich auch um seinen Vater gehandelt haben. 
Im Jahr 29 wurde Plautius Suffektkonsul und von 36 oder 39 bis 42 Statthalter der Provinz Pannonien.

## Britannienfeldzug
Anfang der 40er Jahre besiegten einige britische Stämme unter Caratacus die mit Rom befreundeten Atrebaten. Das war für Claudius der Anlass zur Eroberung Britanniens. 43 führte Plautius im Auftrag des Kaisers eine Streitmacht von vier Legionen an: Die IX Hispana, die II Augusta unter dem späteren Kaiser Vespasian, die XIV Gemina, und die XX Valeria Victrix sowie zahlreiche Auxiliartruppen.
Schon vor der Überfahrt benötigte Plautius die Hilfe von Claudius’ Sekretär Narcissus, um eine Meuterei der Legionäre zu unterdrücken, die sich vor dem Meer fürchteten. Nach der Überfahrt landete Plautius in Kent. Dank keltischer Hilfstruppen gelang es ihm, die Britannier in die Flucht zu treiben und damit Britannien für das römische Reich zu erobern. Als er die Themse erreichte, ließ er anhalten und sandte nach Claudius, der mit Verstärkung zur Eroberung von Camulodunum anrückte. Plautius wurde erster Statthalter der neu gegründeten Provinz und kehrte 47 nach Rom zurück, wo er eine ovatio erhielt.